# Малый Дукмасов
Малый Дукмасов — хутор в Белореченском районе Краснодарского края России. Входит в состав Школьненского сельского поселения.

## Географическое положение
Расположен в 5 км от центра поселения и в 20 км от районного центра.

## История
Согласно «Списку населённых мест Северо-Кавказского края» за 1925 год хутор входил в состав Новоалексеевского сельского совета Белореченского района Майкопского округа Северо-Кавказского края. На тот момент его население составляло 110 человек (58 мужчин и 52 женщины), общее число дворов — 25.
По данным поселенной переписи 1926 года по Северо-Кавказскому краю в хуторе имелось 25 хозяйств, проживало 122 человека (60 мужчин и 62 женщины), все русские.

## Население
| 1925 | 1926 | 2002 | 2010 |
| ---- | ---- | ---- | ---- |
| 110  | ↗122 | ↘108 | ↘97  |

### Улицы
- ул. Береговая,
- ул. Крестьянская,
- ул. Речная.